# Marsac-sur-l'Isle
Marsac-sur-l'Isle è un comune francese di 3 084 abitanti situato nel dipartimento della Dordogna nella regione della Nuova Aquitania.

## Società

### Evoluzione demografica
Abitanti censiti